# Unione Sportiva Poggibonsi 2006-2007
Questa pagina raccoglie le informazioni riguardanti l'Unione Sportiva Poggibonsi nelle competizioni ufficiali della stagione 2006-2007.

## Rosa
| N. |                       | Ruolo | Calciatore         |  |
| -- | --------------------- | ----- | ------------------ |  |
|    | Italia (bandiera)     | C     | Daniele Bencistà   |  |
|    | Italia (bandiera)     | A     | Alessio Bifini     |  |
|    | Italia (bandiera)     | D     | Leonardo Blanchard |  |
|    | Italia (bandiera)     | C     | Thomas Cortese     |  |
|    | Italia (bandiera)     | C     | Fabio Dall'Ara     |  |
|    | Italia (bandiera)     | C     | Diego Di Chiara    |  |
|    | Italia (bandiera)     | A     | Pasquale Iadaresta |  |
|    | Italia (bandiera)     | D     | Manuel Machetti    |  |
|    | Italia (bandiera)     | P     | Vincenzo Melillo   |  |
|    | Italia (bandiera)     | C     | Lorenzo Messeri    |  |
|    | Italia (bandiera)     | C     | Giorgio Minieri    |  |
|    | Italia (bandiera)     | C     | Matteo Monti       |  |
|    | Italia (bandiera)     | C     | Manuel Mugnai      |  |
|    | Italia (bandiera)     | C     | Stefano Pastrello  |  |
|    | Italia (bandiera)     | A     | Maurizio Peluso    |  |
|    | San Marino (bandiera) | C     | Francesco Perrotta |  |
|    | Italia (bandiera)     | D     | Lorenzo Peruzzi    |  |

| N. |                      | Ruolo | Calciatore          |
| -- | -------------------- | ----- | ------------------- |
|    | Italia (bandiera)    | A     | Gianluca Porricelli |
|    | Italia (bandiera)    | A     | Mauro Ragatzu       |
|    | Italia (bandiera)    | D     | Alessandro Rigoli   |
|    | Italia (bandiera)    | D     | Fabio Rossi         |
|    | Italia (bandiera)    | C     | Pasquale Rulli      |
|    | Italia (bandiera)    | D     | Mirco Sadotti       |
|    | Italia (bandiera)    | D     | Samuele Salvadori   |
|    | Italia (bandiera)    | C     | Mattia Santoni      |
|    | Italia (bandiera)    | C     | Giuseppe Scarpato   |
|    | Italia (bandiera)    | D     | Sandro Schenone     |
|    | Italia (bandiera)    | A     | Antonio Sefaro      |
|    | Italia (bandiera)    | C     | Danilo Stefani      |
|    | Italia (bandiera)    | D     | Francesco Tondo     |
|    | Italia (bandiera)    | A     | Dario Tranchitella  |
|    | Italia (bandiera)    | A     | Marzio De Vita      |
|    | Rep. Ceca (bandiera) | P     | Milan Zahalka       |